# West-Indische huisbrug
De West-Indische huisbrug (brug 17) is een vaste brug in Amsterdam-Centrum.

## Brug
Ze verbindt de westelijke kade van de Herengracht met de Herenmarkt en voert daarbij over de Brouwersgracht. Ook in de oostelijke kade van de Herengracht ligt een brug over de Brouwersgracht: de Melkmeisjesbrug. Opvallend is dat hier geen brug over de Herengracht zelf ligt. De brug wordt omringd door gemeentelijke en rijksmonumenten, in die laatste categorie valt het West-Indisch huis, waarnaar de brug vernoemd is. De brug is sinds 1995 zelf ook een gemeentelijk monument. 
Er ligt hier al eeuwen een brug. Balthasar Florisz. van Berckenrode (1625), Joan Blaeu (1649) en Daniël Stalpaert (1662) tekenden haar in op hun kaarten. De moderne geschiedenis van de brug begint in 1879, als deze brug een rol speelt in het “vast” maken van brug 15 in de oostelijke kade van de Singel. Aangezien brug 17 dan al een vaste boogbrug is, is er geen noodzaak meer brug 15 beweegbaar te houden, zeilschepen konden toch al niet meer doorvaren. Wel lag hier een aanlegplaats van de Kaarselade veer, maar die voer de andere kant op en die gebruikte trekschuiten, al dan niet voortgetrokken door een stoombootje. In 1898 kwam de boogbrug in opspraak, er was dringend behoefte aan vernieuwing, maar de gemeente had er geen geld voor (over). Eventuele verkeersoverlast werd gering ingeschat en voor lief genomen (vanuit de gemeenteraad). In maart 1900 was het dan zover, de brug werd vernieuwd voor 28.500 gulden. Er waren enige voorbereidende werkzaamheden noodzakelijk, pas een half jaar later waren de heiwerken klaar. In november 1900 kon melding gemaakt worden dat de brug spoedig geopend zou worden voor het verkeer. De nieuwe brug kreeg daarbij een opvallend uiterlijk. Ze heeft aan beide landhoofden bogen, terwijl het midden van de brug gekozen is voor een liggerbrug. De brug werd ontworpen door de Dienst der Publieke Werken. In 1980 moesten het wegdek over de zijdoorvaarten verstevigd worden.
In april 2016 kwam de brug in het Amsterdamse nieuws. De gemeente besloot destijds dat bruggen die naast hun nummer alleen een officieuze naam hadden, die naam zouden kwijtraken. De brug kwam op de lijst voor van bruggen zonder officiële naam en daarop stelde de JOVD voor de brug te vernoemen naar Hans van Mierlo, die hier vlakbij woonde. Toen het voorstel werd ingediend kwam de gemeentelijke fout aan het licht en werd ze alsnog op de lijst gezet met bruggen met een officiële naam, het bleef West-Indische huisbrug. Brug 18 werd in 2021 aangewezen als de Hans van Mierlobrug.

## Afbeeldingen

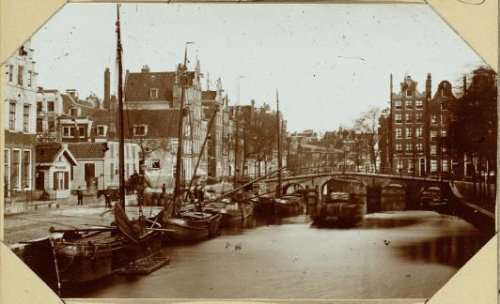
De ligplaats van de Kaarselade veer met op de achtergrond de oude boogbrug 17
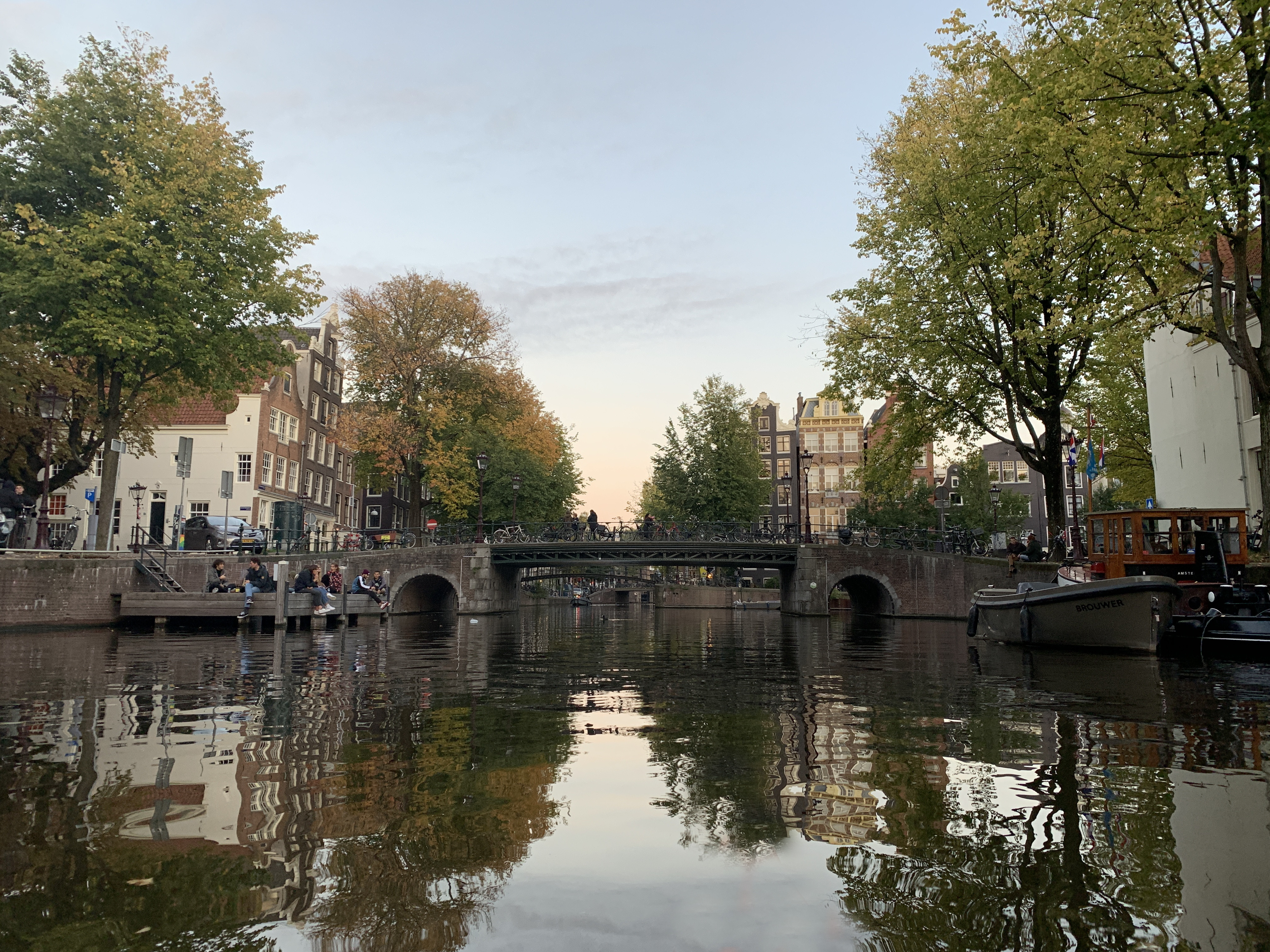
De West-Indisch huisbrug gezien naar het oosten, oktober 2020
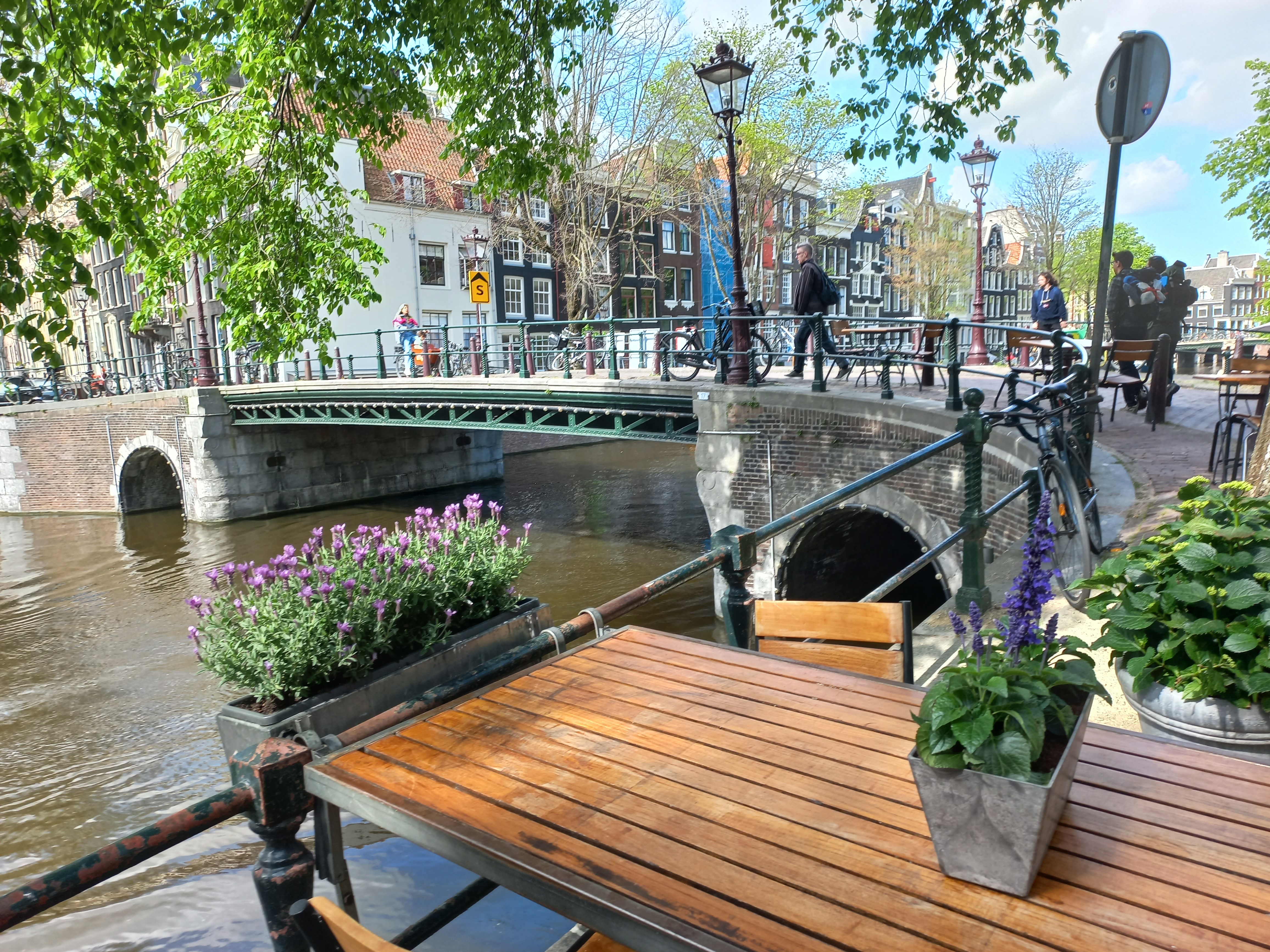
Zijaanzicht brug 17 (mei 2022)
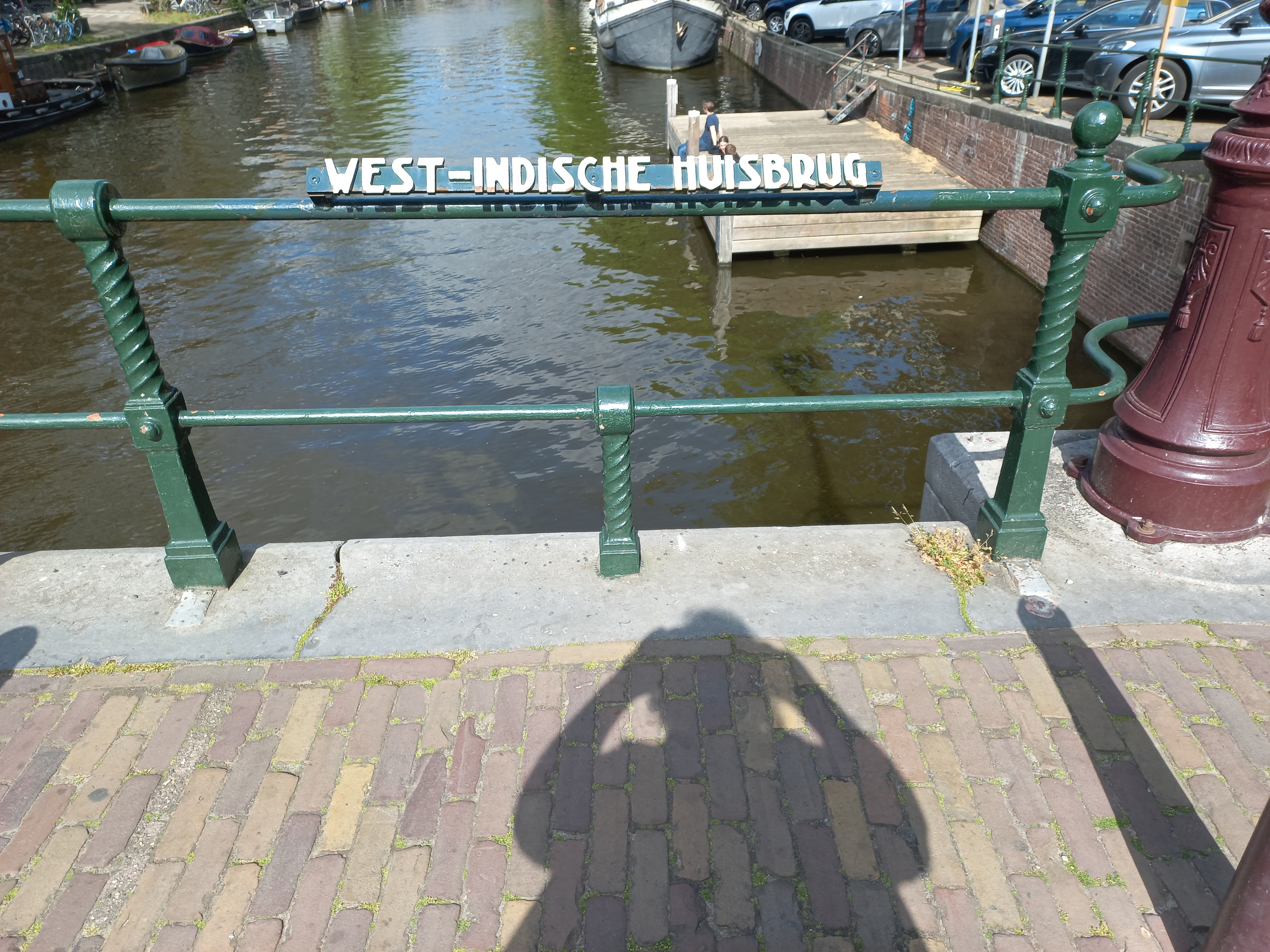
Naamplaat en leuning van brug 17, leuning om lantaarn gevouwen (mei 2022)

1 · 2 · 3 · 4 · 5 · 6 · 7 · 8 · 9 · 10 · 11 · 12 · 13 · 14 · 15 · 16 · 17 · 18 · 19 · 20 · 21 · 22 · 23 · 24 · 25 · 26 · 27 · 28 · 29 · 30 · 31 · 32 · 34 · 35 · 36 · 37 · 38 · 39 · 40 · 41 · 42 · 43 · 44 · 45 · 46 · 47 · 48 · 49 · 50 · 51 · 52 · 53 · 54 · 55 · 56 · 57 · 58 · 59 · 60 · 61 · 62 · 63 · 64 · 65 · 66 · 67 · 68 · 69 · 70 · 71 · 72 · 73 · 74 · 75 · 76 · 77 · 78 · 79 · 80 · 81 · 82 · 84 · 85 · 86 · 87 · 88 · 89 · 90 · 91 · 92 · 93 · 94 · 95 · 96 · 97 · 98 · 99 · >>>
Brugnummers 33 en 83 zijn niet (meer) vergeven